# Gallatin (Missouri)
Gallatin is een plaats (city) in de Amerikaanse staat Missouri, en valt bestuurlijk gezien onder Daviess County.

## Demografie
Bij de volkstelling in 2000 werd het aantal inwoners vastgesteld op 1789.
In 2006 is het aantal inwoners door het United States Census Bureau geschat op 1764, een daling van 25 (-1,4%).

## Geografie
Volgens het United States Census Bureau beslaat de plaats een oppervlakte van
7,2 km², geheel bestaande uit land. Gallatin ligt op ongeveer 228 m boven zeeniveau.

## Plaatsen in de nabije omgeving
De onderstaande figuur toont nabijgelegen plaatsen in een straal van 20 km rond Gallatin.

## Geboren
- Walter Page (1900-1957), jazzbassist